# 山梨銘醸
山梨銘醸株式会社(やまなしめいじょう、Yamanashi meijo Co.,Ltd.)は、日本の酒造会社。日本酒『七賢』、米糀を利用した基礎化粧品『COJIE』シリーズ等を手掛ける。
甲州街道台ケ原に蔵を構え、日本酒『七賢』を製造販売している。これは1835年（天保6年）母屋新築に伴い、5代蔵元が高遠城主内藤駿河守から「竹林の七賢人」の欄間を受けたことによる。竹林の七賢人とは、中国三国時代から西晋の時代に、大酒を飲み、清談を行ったとされる七人のことであり、販売している七種の生酒の名は竹林の七賢人の其々に因んでいる。
2021年時点の杜氏は北原亮庫である。

## 沿革
1750年（寛延3年）に初代蔵元 中屋伊兵衛によって創業された。

## 受賞歴
Kuramaster
プラチナ賞 2021年
- 大中屋
- EXPRESSION2018
- ALAIN DUCASSE

金賞 2021年
- 風凛美山
- 星ノ輝
- EXPRESSION2020

プラチナ賞 2020年
- 風凛美山
- 絹の味
- 杜ノ奏

金賞 2020年
- EXPRESSION2019
- 星ノ輝

IWC[INTERNTIONAL Wine CHALLENGE] 2020年
- 大中屋
- 甲斐駒
- 山ノ霞
- 星ノ輝
- 絹の味
- 天鵞絨の味
- 風凛美山
- EXPRESSION2019

東京国税局酒類鑑評会 2020年
＜清酒純米吟醸部門＞
純米大吟醸　大中屋
＜清酒燗酒部門＞
本醸造　甘酸辛苦渋